# Apanthura tyrrhenica
Apanthura tyrrhenica is een pissebed uit de familie Anthuridae. De wetenschappelijke naam van de soort is voor het eerst geldig gepubliceerd in 1980 door Wägele.